# Шапел сир Исон
Шапел сир Исон (фр. Chapelle-sur-Usson) насеље је и општина у централној Француској у региону Оверња, у департману Пиј де Дом која припада префектури Исоар.
По подацима из 2011. године у општини је живело 74 становника, а густина насељености је износила 10,91 становника/km². Општина се простире на површини од 6,78 km². Налази се на средњој надморској висини од 650 метара (максималној 728 m, а минималној 517 m).

## Демографија
| 1962. | 1968. | 1975. | 1982. | 1990. | 1999. | 2011. |
| ----- | ----- | ----- | ----- | ----- | ----- | ----- |
| 90    | 78    | 69    | 56    | 70    | 66    | 74    |

График промене броја становника у току последњих година